# یو-هاول
یو-هاول (انگلیسی: U-Haul) شرکت اجاره ماشین‌آلات آمریکایی است، که در سال ۱۹۴۵ توسط لئونارد شوئن تأسیس شد.